# ADO Den Haag in het seizoen 2010/11 (vrouwen)
Het seizoen 2010/2011 is het 4e jaar in het bestaan van de Haagse vrouwenvoetbalclub ADO Den Haag. De club kwam uit in de Eredivisie en heeft deelgenomen aan het toernooi om de KNVB beker.

## Wedstrijdstatistieken

### Eredivisie
|                    | FC Twente | AZ        | sc Heerenveen | FC Utrecht | VVV-Venlo | Willem II | FC Zwolle |
| ------------------ | --------- | --------- | ------------- | ---------- | --------- | --------- | --------- |
| Thuis              | 2 – 2     | 2 – 3     | 2 – 2         | 4 – 1      | 5 – 1     | 2 – 1     | 3 – 0     |
| Uit                | 2 – 2     | 1 – 2     | 2 – 1         | 2 – 1      | 2 – 2     | 1 – 2     | 0 – 5     |
| 3e wedstrijd (T/U) | 0 – 2 (U) | 0 – 3 (T) | 0 – 2 (U)     | 4 – 0 (T)  | 3 – 0 (T) | 1 – 2 (U) | 5 – 0 (T) |

### KNVB beker
| Achtste finale                            | FC Gelre                                                                       | 0 – 11 (0 – ?)                  | ADO Den Haag |  |
| Plaats: Wehl Sportpark De Grindslag       |                                                                                |                                 | Onbekend     |  |
| Kwartfinale                               | ADO Den Haag                                                                   | 4 – 0 (2 – 0)                   | VVV-Venlo    |  |
| Plaats: Delft Sportpark Brasserkade       | 20' Mandy van den Berg 37' Jeanine van Dalen 55' Marelle Worm 83' Marelle Worm |                                 |              |  |
| Halve finale                              | sc Heerenveen                                                                  | 0 – 0 (0 – 0, 0 – 0) 4 – 3 n.s. | ADO Den Haag |  |
| Plaats: Heerenveen Sportpark Skoatterwâld |                                                                                |                                 |              |  |

## Statistieken ADO Den Haag 2010/2011

### Eindstand ADO Den Haag Vrouwen in de Eredivisie 2010 / 2011
| Stand | Gespeeld | Gewonnen | Gelijk | Verloren | Punten | Doelpunten voor | Doelpunten tegen | Gele kaarten | Rode kaarten |
| ----- | -------- | -------- | ------ | -------- | ------ | --------------- | ---------------- | ------------ | ------------ |
| 2e    | 21       | 13       | 4      | 4        | 43     | 53              | 24               | 12           | 1            |

### Topscorers
| #      | Naam                | Goal |
| ------ | ------------------- | ---- |
| 1.     | Lisanne Grimberg    | 14   |
| 1.     | Renate Jansen       | 14   |
| 2.     | Mandy van den Berg  | 7    |
| 2.     | Sheila van den Bulk | 7    |
| 3.     | Marelle Worm        | 3    |
| 4.     | Jeanine van Dalen   | 2    |
| 4.     | Lucienne Reichardt  | 2    |
| 4.     | Sabine Verheul      | 2    |
| 4.     | Jill Wilmot         | 2    |
| 5.     | Arlette Almeida     | 1    |
| 5.     | Jet Bevelaar        | 1    |
| 5.     | Sylvia Nooij        | 1    |
| 5.     | Leonne Stentler     | 1    |
| Totaal | Totaal              | 44   |

| #      | Naam                      | Goal |
| ------ | ------------------------- | ---- |
| 1.     | Marelle Worm              | 2    |
| 2.     | Mandy van den Berg        | 1    |
| 2.     | Jeanine van Dalen         | 1    |
| –      | Onbekend (Tegen FC Gelre) | 11   |
| Totaal | Totaal                    | 15   |

### Kaarten
| #      | Naam                |    |
| ------ | ------------------- | -- |
| 1.     | Mandy van den Berg  | 2  |
| 1.     | Sheila van den Bulk | 2  |
| 1.     | Lisanne Grimberg    | 2  |
| 1.     | Jill Wilmot         | 2  |
| 2.     | Arlette Almeida     | 1  |
| 2.     | Renate Jansen       | 1  |
| 2.     | Sabine Verheul      | 1  |
| 2.     | Ilse Witteman       | 1  |
| Totaal | Totaal              | 12 |

| #      | Naam        |   |
| ------ | ----------- | - |
| –      | Geen speler | 0 |
| Totaal | Totaal      | 0 |

| #      | Naam              |   |
| ------ | ----------------- | - |
| 1.     | Jeanine van Dalen | 1 |
| Totaal | Totaal            | 1 |